# دقیقاً درست می‌گی
دقیقاً درست می‌گی (انگلیسی: You're Darn Tootin') یک فیلم کوتاه کمدی صامت به کارگردانی ادگار کندی است که در سال ۱۹۲۸ منتشر شد.

## بازیگران
- استن لورل
- اولیور هاردی
- اوتو لدرر
- چارلی هال
- ویلسون بنج
- ویلیام ایروینگ
- رالف سدان
- چت براندنبورگ
- سام لافکین
- کریستیان جی. فرانک
- اگنس استیل